# Kurt Förster (Politiker)
Kurt Förster (* 21. Oktober 1913 in Berlin; † 18. Oktober 2000 ebenda) war ein deutscher Politiker (SPD).
Kurt Förster besuchte eine Volksschule und anschließend eine Berufsfachschule. Er machte eine Lehre als Zimmerer und trat 1930 der Sozialistischen Arbeiter-Jugend (SAJ), der SPD und dem Reichsbanner Schwarz-Rot-Gold bei. 1939 wurde er von der Wehrmacht eingezogen.
Nach dem Zweiten Weltkrieg arbeitete Förster ab 1945 wieder als Zimmerer und wurde bei der Berliner Wahl 1948 in die Bezirksverordnetenversammlung (BVV) im Bezirk Tiergarten gewählt. 1965 wurde er Baukontrolleur im Bezirksamt Kreuzberg. Bei der Wahl 1967 wurde er in das Abgeordnetenhaus von Berlin gewählt, dem er bis 1971 angehörte.